# Melanographia flexilineata
Melanographia flexilineata är en fjärilsart som beskrevs av George Francis Hampson 1898. Melanographia flexilineata ingår i släktet Melanographia och familjen trågspinnare. Inga underarter finns listade i Catalogue of Life.